# In Frankfurt sind die Nächte heiß
 (mars 2023).
Si vous disposez d'ouvrages ou d'articles de référence ou si vous connaissez des sites web de qualité traitant du thème abordé ici, merci de compléter l'article en donnant les références utiles à sa vérifiabilité et en les liant à la section « Notes et références ».
Pour plus de détails, voir Fiche technique et Distribution.
In Frankfurt sind die Nächte heiss (titre français : Play-Girls) est un film autrichien réalisé par Rolf Olsen sorti en 1966.
Il s'inspire de la mort de Helga Matura (de).

## Synopsis
Le jeune Viennois Peter Seitz vient à Francfort pour rendre visite à sa fiancée Vera Paterny, qu'il aime beaucoup. Il ne sait pas vraiment grand-chose d'elle, mais il pense que Vera, en tant que fille décente dans la métropole principale, a un travail décent. Mais Vera voulait comme beaucoup de femmes de sa génération trouver son bonheur. Entre l'arrière-boutique et l'ambiance de la jet-set, Vera espérait gagner beaucoup d'argent. Mais elle est devenue prostituée et elle vient d'être retrouvée morte poignardée dans son appartement. Peter ne peut pas le croire; il défend toujours l'honneur de sa petite amie décédée, même lorsque son compatriote louche Harry Schimek, un proxénète, jure sur sa tête que sa Vera couchait avec des hommes pour de l'argent. La presse titre : Une nouvelle affaire Nitribitt ! Deux travailleurs espagnols innocents sont soupçonnés.
Le film dépeint une société délabrée dans une ville peccamineuse : les trafiquants de drogue et les proxénètes, jeunes et attrayants ainsi que les putes vieillissantes et bon marché, les voyous et les petits gangs, les brutes et les hommes aisés à la recherche d'un peu de chance… Les prostituées sont préoccupées par la série de meurtres. Le proxénète Alphons Tewes exerce également des pressions parce qu'il veut continuer à gagner de l'argent avec ses prostituées, et il dit à celles qui ont besoin de protection : « Des coiffeuses ont déjà été tués sans que les autres se mettent en grève ». Une guerre des gangs contre les proxénètes est également imminente. La police, dirigée par le commissaire Reinisch, enquête fiévreusement et interroge les collègues de Vera, mais ne va nulle part. Les camps hostiles de la pègre se réunissent enfin pour prendre la scène du crime entre leurs propres mains. Enfin, un certain Dieter Lorenz, un pauvre petit vendeur de saucisses, se révèle être le tueur, qui ne pique pas les femmes de façon normale et sa frustration nourrie par le rejet avec des mots désespérés : « Je veux aussi faire l'amour ! Mais elles ne voulaient pas le faire avec moi ! »

## Fiche technique
- Titre : In Frankfurt sind die Nächte heiß
- Réalisation : Rolf Olsen
- Scénario : Rolf Olsen
- Musique : Erwin Halletz
- Photographie : Karl Löb
- Production : Karl Spiehs
- Sociétés de production : Intercontinental Filmproduktion
- Société de distribution : Gloria Filmverleih
- Pays d'origine :  Autriche
- Langue : allemand
- Format : Noir et blanc - 1,37:1 - Mono - 35 mm
- Genre : Policier
- Durée : 96 minutes
- Dates de sortie :
  -  Allemagne : 16 août 1966.
  -  Finlande : 23 décembre 1966.
  -  Suède : 26 juin 1967.
  -  France : 19 juillet 1967[1].
  -  Danemark : 11 décembre 1967.

## Distribution
- Claus Ringer : Peter Seitz
- Konrad Georg : Commissaire Reinisch
- Erik Schumann : Alphons Tewes, proxénète
- Richard Münch : Dr. Freytag
- Vera Tschechowa : Vera Paterny
- Walter Kohut : Harry Schimek, proxénète
- Fritz Tillmann : Rudolf Nickel, un client
- Barbara Valentin : Sonja
- Christiane Rücker : Lilo
- Harald Dietl : Dieter Lorenz
- Wolfried Lier : Felix
- Siegfried Breuer jr. : Inspecteur Bosse
- Ilse Peternell : Edith Freytag
- Angelika Ott : Erika
- Hans Zander : Fritzchen
- Rolf Kutschera : Zernick, photographe
- Erich Padalewski : Un travailleur espagnol
- Erich Tomek (de) : Un chauffeur de taxi

## Source de la traduction
- (de) Cet article est partiellement ou en totalité issu de l’article de Wikipédia en allemand intitulé « In Frankfurt sind die Nächte heiß » (voir la liste des auteurs).